# Напад на Мерс-ель-Кебір
Напад на Мерс-ель-Кебір (фр. Bataille de Mers el-Kébir, англ. Attack on Mers-el-Kébir) — напад британської ескадри на французькі військові кораблі, які перебували на військово-морській базі (ВМБ) Мерс-ель-Кебір, поблизу Орана (Алжир) у Північній Африці, що стався 3 липня 1940 року, під час Другої світової війни. Напад був частиною операції «Катапульта», спланованої, щоб запобігти захопленню кораблів французьких ВМС Німеччиною та Італією після Комп'єнського перемир'я.
Голова режиму Віші маршал Петен і командувач флоту адмірал Дарлан неодноразово заявляли, що жоден корабель не дістанеться Німеччині. Але британці дуже побоювалися, що військовий флот Франції потрапить до рук ворога. 3 липня 1940 британська ескадра у складі авіаносця «Арк Роял», лінійного крейсера «Гуд», лінкорів «Веліант», «Резолюшн», двох крейсерів та 11 есмінців під командуванням віце-адмірала Сомервіля з'явилася на рейді ВМБ Мерс-ель-Кебір.
На французькій базі на той час перебували лінкори «Дюнкерк», «Страсбург», «Прованс», «Бретань», гідроавіаносець «Командан Тест» та шість лідерів. Французькому віце-адміралу Женсулю було передано ультиматум, за яким французькі сили мусили протягом шести годин приєднатися до британських, або перейти зі зменшеними екіпажами до британських портів, чи самозатопитися. Адмірал Женсуль відхилив ці пропозиції, тому близько 18-ї години британські лінкори відкрили вогонь. «Страсбургу» з кількома лідерами вдалося прорватися до Тулона. Пошкоджені лінкори «Дюнкерк» і «Прованс» та лідер «Могадор» викинулися на мілину. Лінкор «Бретань» вибухнув та затонув.
6 липня, після того як французи оголосили, що «Дюнкерк» за кілька днів буде готовий вийти в море, британські торпедоносці з авіаносця «Арк Роял» атакували його знову. Дві торпеди влучили в сторожовий корабель, який стояв біля борту «Дюнкерка» і викликали детонацію глибинних бомб на ньому. Потужний вибух розірвав правий борт «Дюнкерка» на 40-метровій довжині й лінкор ліг на дно.
Під час бойових дій 3 та 6 липня 1940 року загинуло 1297 французів та близько 350 отримали поранення. Втрати британців становили шість літаків та два льотчики.

## Передумови
Поразка у Дюнкеркській операції та неспроможність французьких військ налагодити оборону врешті-решт призвели до капітуляції Франції. Британська влада, втративши союзника, самотужки почала організацію оборони Британських островів. Важливим викликом для безпеки Великої Британії була подальша доля французького флоту. Британський флот був сильнішим за сукупний флот Італії та Німеччини. Але в разі захоплення сучасних французьких кораблів, флоти країн Осі знівелювали б перевагу Королівського флоту. Тому британці не могли дозволити перехід бодай частини французького флоту під контроль ворога. Під час зустрічі в Бордо 18 червня 1940 року головнокомандувач французького флоту адмірал Дарлан запевнив Першого морського лорда сера Дадлі Паунда, що французи зроблять усе можливе, аби кораблі залишились французькими, або ж були затоплені чи перейшли до портів Британії та США.
Згідно з умовами франко-німецького перемир'я, флот мав припинити використання зашифрованих повідомлень. Тому, скориставшись часом до набрання чинності перемир'я, Дарлан розіслав флоту останні розпорядження щодо подальших дій. Ще 22 червня, коли обговорювалися умови перемир'я, адмірал розпорядився організувати на кожному кораблі секретну команду, яка мала зруйнувати озброєння та затопити корабель при спробі захопити його німцями. 24 червня, в одному з останніх повідомлень, він роз'яснював свою позицію:
1. Демобілізовані французькі кораблі мали залишатися під французьким прапором, із французькими екіпажами та перебувати у французьких неокупованих портах;
2. Слід було вжити таємних заходів з організації саботажу з метою запобігти спробам будь-яких іноземців використати французькі кораблі;
3. Якщо буде підписано текст франко-німецької угоди, що суперечить першому пункту, без додаткового наказу кораблі мали йти у США або затопитися[3].

Умови підписаного французами перемир'я дуже занепокоїли британський королівський флот. Восьма стаття франко-німецької угоди про перемир'я й аналогічна дванадцята стаття франко-італійської угоди обумовлювали, що французькі кораблі мали бути роззброєні під контролем країн Осі в портах довоєнної приписки. Тобто, французькі лінкори мали прибути в Брест, зайнятий німецькими військами . Французи провели переговори з німецькою та італійською сторонами про те, щоб демобілізація проводилася в неокупованих портах Франції — Тулоні та африканських портах. Італійці погодилися на ці умови 29 червня, потім вони були прийняті й німецькою стороною. Але інформація про ці домовленості не була своєчасно отримана британським Адміралтейством через ускладнення зв'язку з військово-морським міністерством Франції.
Ще одним приводом для ускладнень було те, що французькою мовою слово «contrôle» застосовувалося в значенні «спостереження», «нагляд», а в англійському ж перекладі — «управління». Британський уряд вважав, що у Німеччини буде можливість захопити французькі кораблі, і тому вирішив провести операцію з нейтралізації французького флоту, яка отримала кодову назву «Катапульта». Захопити французькі кораблі, що перебували в портах Великої Британії та єгипетській Александрії, можна було приховано з берега за допомогою абордажних партій. Однак у французьких портах діяти в такий спосіб було неможливо, і нейтралізація французьких кораблів потребувала проведення переговорів або застосування сили. Найскладнішою видавалася операція з нейтралізації потужного французького з'єднання на базі Мерс-ель-Кебір, де перебували чотири французькі лінкори. Для цього завдання було виділено британське з'єднання «H», що базувалося у Гібралтарі.

Оскільки німці та італійці погодилися з тим, що французькі сили було роззброєно в неокупованих портах, французькі кораблі вже не планували перехід до Британії й почали підготовку до демобілізації. Тим часом британські офіційні особи провели низку зустрічей з керівниками французьких африканських департаментів та командувачами розташованих там військових з'єднань з пропозицією відмовитися підкорятися уряду Віші, перейти на бік Великої Британії і продовжити боротьбу з ворогом. 24 червня 1940 начальник морської станції в Гібралтарі британський адмірал сер Дадлі Норт зустрівся з адміралом Жансулєм в Мерс-ель-Кебірі на борту французького лінкора «Дюнкерк». У відповідь на пропозицію Норта Жансуль повідомив, що буде підкорятися наказам французького уряду й адмірала Дарлана зокрема. Після чого відкинув будь-які пропозиції про можливий перехід французьких кораблів під британське командування. Разом з тим француз запевнив британського адмірала, що жоден корабель у жодному разі не потрапить до рук ворога, якщо той зважиться його захопити. 26 червня, повернувшись до Гібралтару, Норт отримав від британського Адміралтейства наступне повідомлення: 
|  | Чи вважаєте Ви, що французький флот, який перебуває в Орані, може підкоритися нам, якщо британські кораблі з'являться перед портом із такою пропозицією? |

 На це Норт, виходячи з бесіди з Жансулєм, дав негативну відповідь.

## З'єднання «H»
Західне Середземномор'я було зоною відповідальності французького флоту, тому після капітуляції Франції у Великій Британії виникла потреба закрити прогалину в обороні. Було вирішено сформувати в Гібралтарі оперативну корабельну групу — з'єднання «H». Завдяки зручному розташуванню Гібралтару, з'єднання, що базувалося в ньому, мало можливість у найкоротші терміни досягти центральної частини Середземного моря, прикривати маршрути конвоїв з Фрітауна, а при необхідності — надати допомогу Флоту Метрополії в Північній Атлантиці. В Західному Середземномор'ї, крім протидії флоту Італії, у з'єднання була ще одна складна задача. Необхідно було перешкодити країнам Осі захопити французькі кораблі, що перебували в африканських портах. Під час вибору командувача з'єднанням керувалися двома міркуваннями: по-перше, для ведення переговорів у нього мав бути ранг не нижчий рангу французького адмірала Жансуля; по-друге, за необхідності йому мало вистачити рішучості застосувати силу до колишніх союзників. Після розгляду кандидатур на пост командувача з'єднанням «Н» було призначено віце-адмірала Джеймса Сомервіля, відкликаного з відставки .
Основу з'єднання «Н» склали лінійний крейсер «Гуд», який щойно вийшов з ремонту, та авіаносець «Арк Роял». 18 червня 1940 «Худ» і «Арк Роял» у супроводі 8-ї флотилії есмінців вийшли з Британських островів до Гібралтару, куди прибули 23 червня. 28 червня 1940 адмірал Сомервіль вийшов на крейсері «Аретьюза» з Плімута на Гібралтар з вантажем магнітних мін на борту. 30 червня Сомервіль підняв прапор на лінійному крейсері «Худ». Формування з'єднання «Н» було завершене. До нього, крім «Гуда» й «Арк Рояла», увійшли старі лінкори «Веліент» і «Резолюшн», легкі крейсери «Аретьюза» й «Ентерпрайз» та одинадцять есмінців. Крім надводних кораблів, з'єднанню тимчасово були придані підводні човни «Протеус» і «Пандора».
1 липня 1940 Сомервіль отримав наказ бути готовим до проведення операції «Катапульта» 3 липня. Жансулю слід було передати чотири пропозиції на вибір: продовження війни на боці англійців, репатріація в британському порту, роззброєння кораблів під наглядом англійців або затоплення своїх кораблів. Адмірал Сомервіль надіслав довгого листа до Адміралтейства, в якому переконував не застосовувати силу, адже це призведе до того, що колишні союзники стануть ворогами. Адміралтейство відповіло, що Сомервілю доручену «важку та неприємну місію», але, якщо французи не погодяться на означені умови, він мусить знищити французькі кораблі. Єдиним пом'якшенням стало додання до зазначених пропозицій варіанту, за яким французи могли піти на Антильські острови для подальшої демілітаризації та переходу під контроль США. З'єднання «H» вийшло з Гібралтару о 16:00 2 липня.

## Сили сторін

### Велика Британія
В операції «Катапульта» 3—4 липня 1940 до складу з'єднання «H» адмірала Сомервіля входили лінійний крейсер «Гуд», лінкори «Резолюшн» і «Веліант», авіаносець «Арк Ройял», легкі крейсери «Аретьюза» й «Ентерпрайз» та 11 есмінців.
| З'єднання «H» (віце-адмірал сер Джеймс Сомервіль) | З'єднання «H» (віце-адмірал сер Джеймс Сомервіль)                 | З'єднання «H» (віце-адмірал сер Джеймс Сомервіль)               | З'єднання «H» (віце-адмірал сер Джеймс Сомервіль) | З'єднання «H» (віце-адмірал сер Джеймс Сомервіль) | З'єднання «H» (віце-адмірал сер Джеймс Сомервіль) | З'єднання «H» (віце-адмірал сер Джеймс Сомервіль)                                          |
| Корабель                                          | Корабель                                                          | Капітан                                                         | Рік вводу в експлуатацію                          | Повна водотоннажність, т                          | Швидкість номінальна, вуз.                        | Озброєння                                                                                  |
| ------------------------------------------------- | ----------------------------------------------------------------- | --------------------------------------------------------------- | ------------------------------------------------- | ------------------------------------------------- | ------------------------------------------------- | ------------------------------------------------------------------------------------------ |
| HMS Hood (1918)                                   | Лінійний крейсер «Гуд» (Ф)                                        | кептен Гленні (I. G. Glennie)                                   | 1920                                              | 48 650                                            | 31                                                | 4×2×381-мм/45; 12×1×140-мм/50, 4×2×102-мм/45 3×8×40-мм;4×4 — 12,7-мм; 4×533-мм ТА          |
| HMS Valiant (1914)                                | лінкор «Веліант»                                                  | кептен Роулінгс (H. B. Rawlings)                                | 1916                                              | 36 000                                            | 24                                                | 4×2×381-мм/45, 10×2×114-мм/45, 4×8×40-мм/40, 4×4×12,7-мм; 2 гідролітаки                    |
| HMS Resolution (1915)                             | лінкор «Резолюшн»                                                 | кептен Бевір (O. Bevir)                                         | 1916                                              | 32 500                                            | 21,5                                              | 4×2×381-мм/45, 12×1×152-мм/45, 4×2×102-мм/45, 2×8×40-мм/40, 2x4×12,7-мм; 1 гідролітак      |
| HMS Ark Royal (91)                                | авіаносець «Арк Ройял» (прапор віце-адмірала Велса (L. V. Wells)) | кептен Голланд (C. S. Holland)                                  | 1938                                              | 27 720                                            | 31                                                | 8×2×114-мм/45, 4×8×40-мм/40, 4×4×12,7-мм, до 72 літаків                                    |
| HMS Arethusa (26)                                 | легкий крейсер «Аретьюза», однойменного типу                      | кептен Грехем (Q. D. Graham)                                    | 1935                                              | 6665                                              | 32,3                                              | 3×2×152-мм/50, 4×1×102-мм/45, 2×4×12,7-мм, 2×3×533-мм ТА; 1 гідролітак                     |
| HMS Enterprise (D52)                              | легкий крейсер «Ентерпрайз» типу «Емеральд»                       | кептен Енслі (J. C. Annesley)                                   | 1926                                              | 9500                                              | 33                                                | 1×2 и 5×1 152-мм/50, 3×1×102-мм/45, 2×1×40-мм/40, 4×4×12,7-мм, 4×4×533-мм ТА; 1 гідролітак |
| Есмінці 8-го дивізіону                            |                                                                   |                                                                 |                                                   |                                                   |                                                   |                                                                                            |
| HMS Faulknor (H62)                                | «Фолкнор», лідер есмінців типу F                                  | кептен де-Сейліс (A. F. de Salis)                               | 1935                                              | ~2230                                             | 36,75                                             | 5×1×120-мм/45, 2×4×533-мм ТА                                                               |
| HMS Foxhound (H69)                                | «Фоксхаунд», есмінець типу F                                      | лейтенант-командер Пітерс (G. H. Peters)                        | 1935                                              | ~2100                                             | 36                                                | 4×1×120-мм/45, 2×4×533-мм ТА                                                               |
| HMS Fearless (1934)                               | «Фирлесс», есмінець типу F                                        | командер Гаркнесс (K. L. Harkness)                              | 1934                                              | ~2100                                             | 36                                                | 4×1×120-мм/45, 2×4×533-мм ТА                                                               |
| HMS Forester (H74)                                | «Форестер», есмінець типу F                                       | лейтенант-командер Тенкок (E. B. Tancock)                       | 1934                                              | ~2100                                             | 36                                                | 4×1×120-мм/45, 2×4×533-мм ТА                                                               |
| HMS Foresight (H68)                               | «Форсайт», есмінець типу F                                        | лейтенант-командер Ламберт (G. T. Lambert)                      | 1935                                              | ~2100                                             | 36                                                | 4×1×120-мм/45, 2×4×533-мм ТА                                                               |
| HHMS Escort (H66)                                 | «Ескорт», есмінець типу E                                         | лейтенант-командер Босток (J. Bostock)                          | 1934                                              | ~2000                                             | 36                                                | 4×1×120-мм/45, 2×4×533-мм ТА                                                               |
| Есмінці 13-го дивізіону                           |                                                                   |                                                                 |                                                   |                                                   |                                                   |                                                                                            |
| HMS Keppel (D84)                                  | «Кеппел», лідер типу Торнікрофт                                   | лейтенант-командер Хейвуд-Лонсдэйл (E. G. Heywood-Lonsdale)     | 1925                                              | 2080                                              | 36                                                | 5×1×120-мм/45, 1×1×76-мм/40, 2×3×533-мм ТА                                                 |
| HMS Active (H14)                                  | «Ектів», есмінець типу A                                          | тимчасовий командер (Acting Commander) Тернер (E. C. L. Turner) | 1930                                              | 2020                                              | 35,25                                             | 4×1×120-мм/45, 2×1×40-мм/40, 2×4×533-мм ТА                                                 |
|                                                   | «Реслер», есмінець типу W                                         | лейтенант-командер Каррі (E. N. V. Currey)                      | 1918                                              | 1490                                              | 34                                                | 4×1×102-мм/45, 1×1×40-мм/40; 2×3×533-мм ТА                                                 |
|                                                   | «Відет», есмінець типу V                                          | лейтенант-командер Броклбенк (D. R. Brocklebank)                | 1918                                              | 1490                                              | 34                                                | 4×1×102-мм/45, 1×1×40-мм/40; 2×3×533-мм ТА                                                 |
| HMS Vortigern (D37)                               | «Вортигерн», есмінець типу V                                      | лейтенант-командер Гаулетт (R. S. Howlett)                      | 1918                                              | 1490                                              | 34                                                | 4×1×102-мм/45, 1×1×40-мм/40; 1×3 и 1×2×533-мм ТА                                           |

### Франція
Французька атлантична ескадра була розподілена між трьома портами — Мерс-ель-Кебіром, Ораном та Алжиром. На недобудованій військово-морській базі Мерс-ель-Кебір перебували лінкори «Дюнкерк», «Страсбург», «Прованс», «Бретань», шість лідерів — «Вольта», «Могадор», «Тигр», «Лінкс», «Керсен», «Террібль» та гідроавіаносець «Командан Тест». База була прикрита береговими батареями калібром від 75 до 240 мм.
У Мерс-ель-Кебірі лінкори розташовувались біля причальної стінки в дуже незручний спосіб. Вони стояли носом до внутрішньої гавані на відстані 120 метрів один від одного, за 60 метрів від зовнішнього молу, кормою до нього. Таким чином, нові лінкори «Дюнкерк» та «Страсбург» не мали можливості стріляти головним калібром у бік моря, тому що обидві їх башти були в носовій частині. Один з лідерів — «Керсен» — був у небоєготовому стані, через ремонт машин.
| Кораблі в Мерс-ель-Кебірі                                             | Кораблі в Мерс-ель-Кебірі                   | Кораблі в Мерс-ель-Кебірі                   | Кораблі в Мерс-ель-Кебірі                   | Кораблі в Мерс-ель-Кебірі                   | Кораблі в Мерс-ель-Кебірі                                                     |
| Корабель                                                              | Корабель                                    | Рік будівництва                             | Повна водотоннажність, т                    | Швидкість номінальна, вуз.                  | Озброєння                                                                     |
| 1-а дивізія лінкорів (віце-адмірал Жансуль)                           | 1-а дивізія лінкорів (віце-адмірал Жансуль) | 1-а дивізія лінкорів (віце-адмірал Жансуль) | 1-а дивізія лінкорів (віце-адмірал Жансуль) | 1-а дивізія лінкорів (віце-адмірал Жансуль) | 1-а дивізія лінкорів (віце-адмірал Жансуль)                                   |
| --------------------------------------------------------------------- | ------------------------------------------- | ------------------------------------------- | ------------------------------------------- | ------------------------------------------- | ----------------------------------------------------------------------------- |
| Dunkerque (1935)                                                      | Лінкор «Дюнкерк»(Ф), однойменного типу      | 1937                                        | 35 444                                      | 29,5                                        | 2×4×330-мм/45; 2×2 та 3×4×130-мм/45, 5×2×37-мм/60, 8×4×13,2-мм, 3 гідролітаки |
| Strasbourg (1936)                                                     | Лінкор «Страсбург», типу «Дюнкерк»          | 1937                                        | 36 962                                      | 29,5                                        | 2×4×330-мм/45; 2×2 та 3×4×130-мм/45, 5×2×37-мм/60, 8×4×13,2-мм, 3 гідролітаки |
| 2-а дивізія лінкорів (контр-адмірал Буксен)                           |                                             |                                             |                                             |                                             |                                                                               |
| Прованс (лінкор)                                                      | Лінкор «Прованс» (Ф), типу «Бретань»        | 1916                                        | 23 549                                      | 21,4                                        | 5×2×340-мм/45, 14×1×138 мм/40, 8×1×75-мм/60, 4×1×37-мм, 2×4×13,2-мм           |
| Бретань (лінкор)                                                      | Лінкор «Бретань», однойменного типу         | 1915                                        | 23 549                                      | 21,4                                        | 5×2×340-мм/45, 14×1×138 мм/40, 8×1×75-мм/60, 4×1×37-мм, 2×4×13,2-мм           |
| Приданий гідроавіаносець з ескадрильєю HS1 (шість літаків «Луар-130») |                                             |                                             |                                             |                                             |                                                                               |
| Коммандан Тест (гідроавіаносець)                                      | гідроавіаносець «Коммандан Тест»            | 1932                                        | 11 680                                      | 20,5                                        | 12×1×100-мм/45, 8×1×37-мм, 6×2×13,2-мм, до 26 гідролітаків                    |
| 6-й дивізіон лідерів (контр-адмірал Лакруа)                           |                                             |                                             |                                             |                                             |                                                                               |
| Mogador (1937)                                                        | лідер «Могадор»(Ф) однойменного типу        | 1939                                        | 3954                                        | 39                                          | 4×2×138-мм/45, 2×2×37-мм, 2×2×13,2-мм, 2×2 и 2×3×550-мм ТА                    |
| Volta (1936)                                                          | лідер «Вольта» типу «Могадор»               | 1939                                        | 3954                                        | 39                                          | 4×2×138-мм/45, 2×2×37-мм, 2×2×13,2-мм, 2×2 и 2×3×550-мм ТА                    |
| 4-й дивізіон лідерів                                                  |                                             |                                             |                                             |                                             |                                                                               |
| Tigre (1924)                                                          | лідер «Тигр» типу «Ягуар»                   | 1925                                        | 2700                                        | 35,5                                        | 4×1×130-мм/40, 4×2×13,2-мм, 2×3×550-мм ТА                                     |
| Tigre (1924)                                                          | лідер «Лінкс» типу «Ягуар»                  | 1927                                        | 2700                                        | 35,5                                        | 4×1×130-мм/40, 4×2×13,2-мм, 2×3×550-мм ТА                                     |
| придані лідери                                                        |                                             |                                             |                                             |                                             |                                                                               |
| Kersaint (1931)                                                       | лідер «Керсен» типу «Вокелен»               | 1933                                        | 3140                                        | 36                                          | 5×1×138-мм/40, 4×1×37-мм, 2×2×13,2-мм, 1×3 и 2×2×550-мм ТА                    |
| Le Terrible (1933)                                                    | лідер «Террібль» типу «Ле Фантаск»          | 1935                                        | 3380                                        | 37                                          | 5×1×138-мм/45, 2×2×37-мм, 2×2×13,2-мм, 3×3×550-мм ТА                          |

Також у Мерс-ель-Кебірі перебувало кілька допоміжних суден — кораблі берегової охорони «Ліліа» (A.D.275), «Надаль» (V.P.77), «Се не-па-вотр-аффер» (V.P.84), ліхтер «Пюіссант», буксири «Естерель», «Керуан», «Арман», «Кольгрен», «Котантен», «Фрондьор», танкери «Фреш» і «Торран».
В Орані, за кілька миль на схід, перебували есмінці «Борделе», «Тромб», «Трамонтан», «Торнад», «Тіфон», «Брестуа», «Булоне», «Каск», «Корсар», міноносець «Пурсюівант», колоніальні авізо «Ріго де Жануйї», «Гранд'єр», «Шамуа», «Енпетюоз», «Батайоз», «Кюрйоз» (несправний), сторожові кораблі «Ажакс'єнн» (Р.136), «Тулоннез» (Р.138), «Сетуаз» (Р.139), «Тер-Ньов» (Р.18), «Маріго» (P.1), тральщики «Анжель Б» (A.D.73), «Реймон» (A.D.277), підводні човни «Діан», «Данає», «Ерідіс», «Аріан», «Псіше» и «Ореад».
Авіація берегового базування в Ла-Сеньї і Сен-Дені-Дю-Сіг налічувала приблизно 50 винищувачів M.S.406 і «Хок-75» та ще близько 50 несправних літаків. За іншими джерелами, справними були лише 42 винищувачі.
В Алжирі перебували 3-тя та 4-та дивізії крейсерів, 8-й та 10-й дивізіони лідерів: легкі крейсери «Марсейез», «Ла Галіссоньер», «Жан де В'єн», «Жорж Лейе», «Глуар», «Монткальм», лідери «Ендомтабль», «Мален», «Фантаск» та «Одасьє».

## Битва

### Переговори
Ще в Гібралтарі для переговорів із Жансулєм було обрано командира «Арк Рояла» кептена Голланда, який раніше служив військово-морським аташе у Франції і досконало володів французькою. Голланд був комунікабельною людиною і мав багато знайомств та дружніх зв'язків серед французьких офіцерів. Есмінець «Фоксхаунд» з Голландом на борту відокремився від британського з'єднання о 2:00 GMT 3 липня, о 4:45 «Фоксхаунд» досяг мису Фалькон і о 5:15 семафором просигналив з рейду Мерс-ель-Кебіру:
|  | «Фоксхаунд» адміралу Жансулю. Британське адміралтейство надсилає кептена Голланда для переговорів з Вами. Будь ласка, дозвольте прибути. |

Голланд не повідомив заздалегідь про своє прибуття — Сомервіль побоювався, що французи можуть підготуватися до відходу або встигнути піти з Мерс-ель-Кебіру. Спостерігачі доповіли Жансулю, що на горизонті виявлено потужне британське з'єднання в складі трьох лінкорів й авіаносця, які маневрують за 8 миль від Орана. Жансуль, припускаючи, що швидше за все Голланд прибув з ультиматумом, відмовив йому в аудієнції. Але надіслав на зустріч свого флаг-офіцера Бернара Дюфе, що добре знав англійську й був особисто знайомий із Голландом. Дюфе було заборонено брати в Голланда будь-які документи.

О 7:05, не дочекавшись відповіді французів, з «Фоксхаунда» передали на «Дюнкерк»: 
|  | Адміралу Жансулю. Британське Адміралтейство надсилає кептена Голланда для переговорів із вами. Флот Його Величності сподівається, що мої пропозиції дозволять Національному флоту Франції, доблесному і славному, стати на нашу сторону. У цьому випадку ваші кораблі залишаться у ваших руках, нікому не доведеться турбуватися про своє майбутнє. Британський флот, який стоїть в морі перед Ораном, радо вас зустріне. |

О 7:15 Дюфе прибув на борт «Фоксхаунда». Голланд наполягав на передачі документів і хотів дати роз'яснення на словах Жансулю або, в крайньому випадку, начальнику його штабу. Дюфе о 7:45 повернувся на борт «Дюнкерка» зі звітом адміралу Жансулю. Положення Жансуля ускладнювалося тим, що французьке адміралтейство того дня переїжджало з Бордо до Віші з проміжною зупинкою в Нераці й зв'язок з ним було втрачено. Фактично, Жансуль мав приймати рішення самостійно.
З борту «Дюнкерка» було передано сигнал, що Жансуль відмовляється прийняти Голланда й «Фоксхаунду» слід негайно піти. Голланд, не бажаючи загострювати ситуацію, відіслав есмінець у море, а сам на катері з двома людьми вирушив до «Дюнкерка». Назустріч йому на катері терміново вийшов Дюфе. Вони зустрілися на бочці, що стояла за 200 метрів посеред протичовнового загородження. Голланд передав Дюфе пакет для адмірала. Той відбув на «Дюнкерк», а Голланд став чекати відповіді. О 8:45 Дюфе піднявся на борт «Дюнкерка». У пакеті був фактично британський ультиматум. Французьким кораблям було запропоновано на вибір:
1) вийти в море й приєднатися до британського флоту для продовження війни з Німеччиною та Італією;
2) зі зменшеними екіпажами здійснити перехід морем до британських портів, де французькі моряки будуть репатрійовані;
3) вийти під англійським ескортом зі зменшеними екіпажами у французькі порти Вест-Індії або в порти США, де кораблі буде роззброєно, а екіпажі — репатрійовано;
4) затопити кораблі протягом 6 годин;
5) в іншому випадку їм доведеться стати до бою проти британців.
Перший та другий пункти суперечили умовами перемир'я з Німеччиною та наказам французького командування, тому були відкинуті Жансулєм одразу. Третій пункт практично нічим не відрізнявся від перших двох, тому що також порушував умови перемир'я. У недавніх наказах Дарлана такий варіант розглядався, але тільки як відповідь на спробу захоплення кораблів німцями. До того ж уранці 3 липня надійшла німецька вимога щодо повернення всіх французьких кораблів з Англії в порти Франції під загрозою перегляду умов перемир'я. Тому серйозно він Жансулєм не розглядався, і в повідомленні французькому адміралтейству про ультиматум він навіть не згадав про цей варіант .

О 9:00 Дюфей передав Голланду відповідь Жансуля: 
|  | Обіцянка, надана Норту, залишається в силі. Французькі кораблі в жодному разі не дістануться німцям чи італійцям у цілому стані. У випадку ж застосування сили, французи битимуться. |

 О 10:00 начальник штабу французької ескадри капітан 1 рангу Данбі передав Голланду листа, який підтверджував відповідь, передану раніше через Дюфе. У ньому Жансуль також попереджав, що в разі застосування сили весь французький флот опиниться у стані війни з Великою Британією.

Голланд доповів Сомервілю про провал переговорів. О 10:50 з «Фоксхаунда» передали заяву Сомервіля: 
|  | З жалем інформую Вас, що відповідно до наявного в мене наказу, я не дозволю Вам залишити порт, якщо пропозиції Уряду Його Величності не буде прийнято». |

 О 12:07 в повітря було піднято п'ять торпедоносців «Сордфішів» з підвішеними магнітними мінами; прикриття торпедоносців здійснювали шість винищувачів «Ск'юа». Літаки не зустріли опору й близько 12:30 скинули міни на фарватері біля виходу з сіткового загородження. Близько 13:10 Сомервіль повідомив Жансуля, що у разі відмови він відкриє вогонь о 14:00. У відповідь Жансуль о 13:15 передав на «Фоксхаунд», що не має наміру виходити в море й чекає відповіді французького уряду на повідомлення про ультиматум. О 13:30 Жансуль додатково передав, що готовий прийняти британського посланця для переговорів. Британські літаки-спостерігачі, що кружляли над затокою, доповіли, що з Орана в напрямку Мерс-ель-Кебіра висувається есмінець. Тому о 14:25 з «Арк Рояла» було піднято два «Сордфіші» 820-ї ескадрильї з бортовими номерами 4K і 4M. Близько 14:45 вони скинули дві магнітні міни на виході з гавані Орана.
Голланд піднявся на борт «Дюнкерка» о 15:00. Під час переговорів Жансуль повідомив Голланду про зміст телеграми Дарлана від 24 липня й пояснив, що французький флот має дотримуватися умов перемир'я й має накази йти на Мартиніку або до США у разі спроби захоплення противником. Також він повідомив про те, що 2 липня французькі кораблі почали демілітаризацію. Інформація про це була передана Сомервілю о 16:20. Переговори не призвели до остаточного рішення. Жансуль запропонував Голланду тимчасову «джентльменську угоду»: британські кораблі не чинитимуть ніяких ворожих дій, а французькі кораблі не намагатимуться вийти з Мерс-ель-Кебіру. Для вироблення остаточного рішення потрібен був час, і о 16:20 Голланд вирушив до Сомервіля повідомити про хід переговорів і для обговорення подальших дій.

Однак часу не залишилося. Послання Жансуля о 7:56 було прийнято заступником Дарлана адміралом Ле Люком, який перебував у Нераку. Ле Люк зв'язався з Дарланом через його ад'ютанта в Клермон-Феррані. Близько 12:00 за погодженням з Дарланом Ле Люк від свого імені наказав знятися з якоря крейсерським ескадрам у Тулоні та Алжирі й зібратися в Орані у повній бойовій готовності. Жансулю о 13:05 Ле Люком було надано розпорядження за необхідності відповісти силою на силу, застосувавши, зокрема, підводні човни й авіацію, про що була попереджена німецька комісія з перемир'я. Британське Адміралтейство, яке й без того перебувало в нервозному стані, перехопило ці повідомлення, після чого радирувало Сомервілю: 
|  | Дійте швидко, або вам доведеться мати справу з <французькими> підкріпленнями. |

 О 16:15, коли Голланд ще тільки збирався вирушати з «Дюнкерка», Сомервіль передав Жансулю: 
|  | Якщо пропозиції не будуть прийняті до 17:30 за британським літнім часом, я буду змушений потопити ваші кораблі. |

Голланд залишив «Дюнкерк» о 16:35. Дюфе провів Голланда й повернувся на «Дюнкерк» о 16:50. До цього часу французькі кораблі перебували в готовності до бою. Пари були піднято ще о 09:00. О 16:50 в повітря піднялися три літаки-розвідники, а винищувачі на аеродромах Сен-дені-Дю-Сиг і Релізан були підготовлені до вильоту. Лінкори підняли один з двох якорів і залишили лише один швартов, яким були прикріплені до молу. Лідери отримали наказ зніматися з якорів.
О 16:27 на французьких кораблях вдарили дзвони гучного бою. О 16:45 Жансуль визначив порядок виходу лінкорів у море: першим виходив «Страсбург», за ним «Дюнкерк», «Прованс» і «Бретань». Лідери, які отримали наказ зніматися з якорів о 16:40, мали виходити самостійно за готовністю.

### Початок бою

Схема гавані Мерс-ель-Кебіру і початкової фази битви 3 липня 1940 року

О 16:30 з'єднання «Н» лягло на бойовий курс 100° на швидкості 20 вузлів. Першим йшов «Гуд», за ним, у кільватерній колоні, «Резолюшн», «Веліант», «Аретьюза» й «Ентерпрайз». Попереду лінкорів паралельним курсом трохи далі від берега йшли есмінці «Фолькнор», «Фоксхаунд» та «Форестер». В ар'єргарді йшли есмінці «Кеппел», «Відетт» й «Ектив». О 16:54 надійшов наказ про відкриття вогню. На той момент дистанція до французьких кораблів становила близько 90 кабельтових (16 600 м), а британське з'єднання йшло тим же курсом 100° на швидкості 17 вузлів. Британські кораблі обрали для стрільби напрямок з північного заходу. Такий вибір був зумовлений двома обставинами. По-перше, знижувався ризик завдати втрат цивільному населенню. По-друге, силуети французьких кораблів перекривали один одного, заважаючи їх стрільбі у відповідь. Для британців же вони становили сукупну ціль, оскільки перельоти повз перший корабель призводили б до уражання інших, які стояли за ним. Крім того, на початку бою французькі кораблі були нерухомими і, таким чином, були легкими мішенями. Управління стрільбою британських кораблів велося згідно з даними командно-далекомірних постів і літаків-коригувальників. О 16:54 «Веліент» дав перший залп, за ним, о 16:55, відкрив вогонь «Гуд». Британські кораблі стріляли в основному напівзалпами — по одному снаряду з кожної двогарматної башти, чотири снаряди в залпі. Ціллю «Худа» був «Дюнкерк». Перший залп був точним по дальності, але ліг на схід від французьких лінкорів, за молом. Другий потрапив у мол і причали, обсипавши французькі кораблі градом каменів.
Першим серед французів через 1,5 хвилини від початку бою відкрив вогонь «Прованс», якому довелося стріляти між щоглами «Дюнкерка» . «Страсбург» почав свій рух відразу ж після першого британського залпу. Британські кораблі від нього закривав «Прованс», тому «Страсбург» відкрив вогонь не відразу. Не встиг він відійти, як приблизно о 17:00 на місце його стоянки лягли снаряди третього британського залпу. Решті французьких кораблів пощастило менше. Французькі кораблі мали можливість виходити в море лише по черзі один за одним, тому інші кораблі очікували своєї черги. У цей же час, близько 17:00, третій залп із британського «Резолюшн» накрив «Бретань». 381-мм снаряд пробив броню правого борту в кормовій частині й викликав пожежу та вибух кормових артилерійських погребів головного калібру. Другий снаряд вибухнув у кормовому машинному відділенні. Над старим лінкором піднявся стовп полум'я й диму, вся його кормова частина була охоплена вогнем.

### Пошкодження «Дюнкерка»

Попадання № 1 у башту «Дюнкерка»

«Дюнкерк» отримав чотири влучення 381-мм снарядами, коли виходив на фарватер на швидкості 12 вузлів. Лінкор встиг дати кілька залпів перед тим, як отримав перше ураження.
Перше та друге влучання
Перший 381-мм снаряд влучив у башту головного калібру № 2. Башта була повернута в бік британських кораблів під кутом близько 100° від діаметральної площини на правий борт. Снаряд влучив під кутом близько 20° на похилу частину даху башти над гарматою № 8, продавив плиту й рикошетом (без розриву) пішов далі. Основну його частину було знайдено за 2 км від корабля, за 150 м від села Сан-Клотільд. Імовірно, один з осколків цього снаряда вразив пост керування вогнем на фок-щоглі «Прованса» й смертельно поранив старшого артилерійського офіцера. У цементованій плиті даху башти зверху утворилася вм'ятина, а знизу було вирвано шматок броні серпоподібної форми максимальною товщиною 100—120 мм. Осколки броні уразили гармату № 8 — пробили циліндр накатника й потрапили в зарядний лоток.
Під час влучання осколків гармата перебувала в процесі заряджання: на її лотку лежали дві перші частини порохового заряду. Заряди зайнялися і у вогні загинула обслуга правої напівбашти. Легкі ушкодження отримав також персонал, що перебував у командному відсіку башти. Ліва напівбашта й перевантажувальне відділення ушкоджень не отримали — між напівбаштами була бронеперегородка, а в системі подачі повітря спрацювали протипожежні заслінки. Пожежа не викликала значних руйнувань обладнання. Система подачі працювала для всіх чотирьох гармат. Система горизонтального наведення залишилися справною. Система вертикального наведення для гармат № 5 і 6 пошкоджена не була. Для гармати № 7 вертикальне наведення можна було здійснити після розчеплення з гарматою № 8. Тому вогонь з гармат № 5 і № 6 міг продовжуватися, а після відновлення електрозапалу могла відновити вогонь і гармата № 7.
Другий снаряд влучив у незаброньовану частину палуби в кормі. Він пройшов без розриву через ангар гідролітаків та каюти старшин і вийшов на 2,5 метри нижче від ватерлінії. Проходячи крізь корпус снаряд перебив електрокабелі крана для підйому гідролітаків і кабелі, що йшли до рульового приводу. У результаті лінкору довелося перейти на управління за допомогою чотирисильного резервного двигуна «Рено». Було затоплено кілька відсіків у кормовій частині, зокрема, паливна цистерна лівого борту. Гідролітак перед боєм був знятий, авіапаливо — злите. Тому два перші влучання мало позначилися на боєготовності «Дюнкерка» на відміну від двох наступних.
Третє та четверте влучання

Влучання в «Дюнкерк» № 3 — у район машинного відділення № 1

Влучання № 4 — у район котельного відділення № 2

Близько 17:00 у «Дюнкерк» одночасно влучили ще два 381-мм снаряди. Третій снаряд пробив 225-мм головний броньовий пояс правого борту поблизу відсіку J (машинне відділення № 1) — за 1,2 м від перегородки між відсіками J і K і на 0,4 м нижче від верхнього краю пояса. Він пройшов крізь перевантажувальне відділення 130-мм двогарматної установки, зніс частину подавальної труби на своєму шляху й викликав пожежу зарядів і снарядів, що були у відділенні — вибухнуло щонайменше два 130-мм снаряди. Далі снаряд пройшов через 20-мм протиосколкову перегородку й розірвався у відсіку медичного складу. Осколками снаряда й вибухом було зруйновано декілька поздовжніх перегородок і вентиляційний канал. Також була зруйнована 20-мм перегородка між медичним відсіком і відсіком повітроохолоджувальної установки машинного відділення № 1. За відсутності вентиляції дим від пожеж і продукти горіння 130-мм зарядів потрапили в машинне відділення й отруїли повітря, зробивши машинне відділення непридатним для перебування в ньому людей. Ситуація ускладнювалася тим, що персонал не можна було евакуювати через задраєні броньові двері в перегородках. Тільки дюжині людей пощастило вибратися по сходах на початку відсіку, до того як люк, що вів до нього, заклинило металевими осколками.
Вибухи 130-мм снарядів у системі подачі привели також до сильної пожежі в тунелі з кабелями й вивели їх із ладу. Відразу ж після отримання інформації про пожежу в перевантажувальному відділенні 130-мм башти № 3 правого борту її погреби у відсіку Н були затоплені, а через годину[коли?] після отримання інформації про дим, що потрапив у систему подачі башти № 4 (130-мм спарка лівого борту), був затоплений і її погріб.
Четвертий снаряд влучив у головний броньовий пояс на початку відсіку L — за 0,3 м від водонепроникної перегородки між відсіками K (котельне відділення № 2) і L (котельне відділення № 3), на 2,5 метри нижче від верхнього краю пояса, над самою водою. Траєкторія снаряда йшла під кутом таким чином, що він потрапив із відсіку L у відсік K. Снаряд пробив 225-мм пояс і скіс броньової палуби товщиною 40 мм, потім пройшов через майже повну паливну цистерну відсіку K (1 метр нижче від максимальної позначки рівня нафти), пробив 30-мм протиторпедну перегородку, розірвав електрокабелі в тунелі й потрапив у відсік котельного відділення № 2. Тут він розірвав паровий колектор № 1, який з'єднував котел № 21 з носовою машинною групою (котельне відділення № 1 і машинне відділення № 1), пошкодив колектор перегрітої пари № 2 і випускний колектор допоміжних механізмів. Далі снаряд потрапив у верхню частину котла № 21 і відскочив від стінок верхнього пароперегрівника. Основна частина осколків снаряда загальною масою близько 350—400 кг пробила стінку котла й вилетіла назад у відсік.
У результаті котельне відділення № 2 заповнилося нафтою й парою з котлів № 11, 12 і 21 через дірку в котлі № 21 і колекторі № 1. Трохи згодом тиск пари було скинуто й у котлах № 22, 31 і 32 через колектор № 2. Це спробували компенсувати шляхом підвищення температури в котлах № 31 та 32. Продукти вибуху й гаряча пара швидко заповнили котельне відділення № 2, убивши більшу частину людей, що перебували в ньому. Стрибок тиску викликав руйнування димарів обох котлів та пошкодив гідравлічну систему замикання броньових дверей між відсіками, що значно ускладнило евакуацію тих, хто вижив. Гаряча пара нагріла перегородку між котельними відділеннями № 2 і № 3, а відсутність вентиляції призвела до того, що повітря у КВ № 3 стало непридатним для дихання, і пізніше командир корабля наказав евакуювати з нього весь персонал.
Наслідки
У результаті цих чотирьох влучань продовжували діяти лише котельне відділення № 3 та машинне відділення № 2, що урухомлювало внутрішні вали. Тому навіть теоретично швидкість «Дюнкерка» не могла перевищити 26 вузлів. Через пошкодження електропроводки була повністю припинена подача енергії в корму, вийшла з ладу мережа правого борту, а кормові 130-мм башти залишилися без електроживлення. Керування стерном здійснювалося за допомогою допоміжного двигуна. Через втрату однієї з основних підстанцій було ввімкнено носові резервні дизель-генератори. Директори 330-мм і 130-мм гармат вийшли з ладу через втрату електроживлення. Башта головного калібру № 1 продовжувала вогонь по «Гуду», башта № 2 мовчала, оскільки електроенергія до неї не надходила.
Виходити в море в такому стані корабель не міг, тому о 17:10 надійшов наказ адмірала Жансуля припинити вогонь і встати на якір навпроти села Сан-Андре, під захистом берега й форту Сантон. О 17:13 лінкор кинув якір на 15-метровій глибині.

### Кульмінація бою

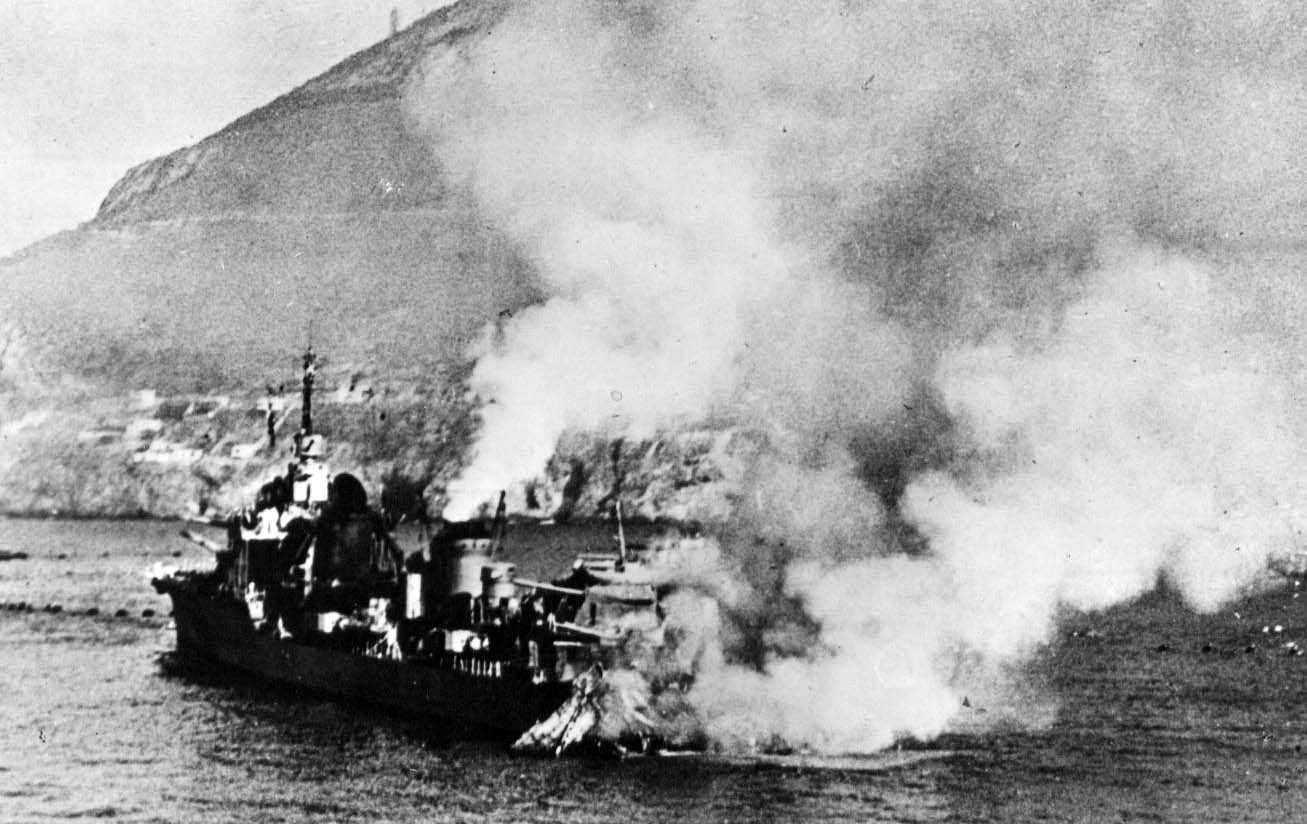
Пошкоджений «Могадор»

Лідер «Могадор», який розпочав рух раніше від інших, першим підійшов до проходу в боновому загородженні й стояв неподалік, чекаючи, поки буксир розширить прохід. У цей час з лідера помітили англійський есмінець «Реслер» на відстані 15 000 м, який контролював вихід з гавані. «Могадор» дав по есмінцю залп зі 138-мм гармат, однак у цей час, близько 17:04, в корму лідера влучив 381-мм снаряд, що призвело до вибуху 16 розташованих там глибинних бомб. Вибух відірвав корму лідера по перегородку кормового машинного відділення, після чого «Могадор» був змушений стати на якір на малій глибині. Розпочалася пожежа, яку незабаром погасили малі судна, що прибули з Орана.
«Прованс» вів вогонь по британському флагману — «Гуду», проте залпи лягали з великими недольотами через неправильно вирахувану дистанцію до цілі — її було визначено як 65 кабельтових. «Прованс» дав малий хід і почав повільно рухатися до виходу з гавані. Після 22 випущених снарядів у 10 залпах на ньому вийшов із ладу пост керування вогнем на фок-щоглі. Осколок британського снаряда, що зрикошетив від «Дюнкерка», вивів із ладу прилади «Прованса» та важко поранив старшого артилерійського офіцера. Той віддав наказ баштам стріляти самостійно, але наказ виконати не встигли. О 17:02 381-мм снаряд влучив у корму «Прованса», заклинив башту № 4 і викликав пожежу. Ще один снаряд влучив у центральну частину лінкора й пошкодив одну з гармат башти № 3. Пожежа наближалася до кормових погребів головного калібру, тому їх затопили. Через велику течу корабель осів кормою. За наказом командира 2-ї дивізії лінкорів контр-адмірала Буксена, який перебував на борту, «Прованс» приткнувся до берега між Розвіллєм та Сан-Клотільд.

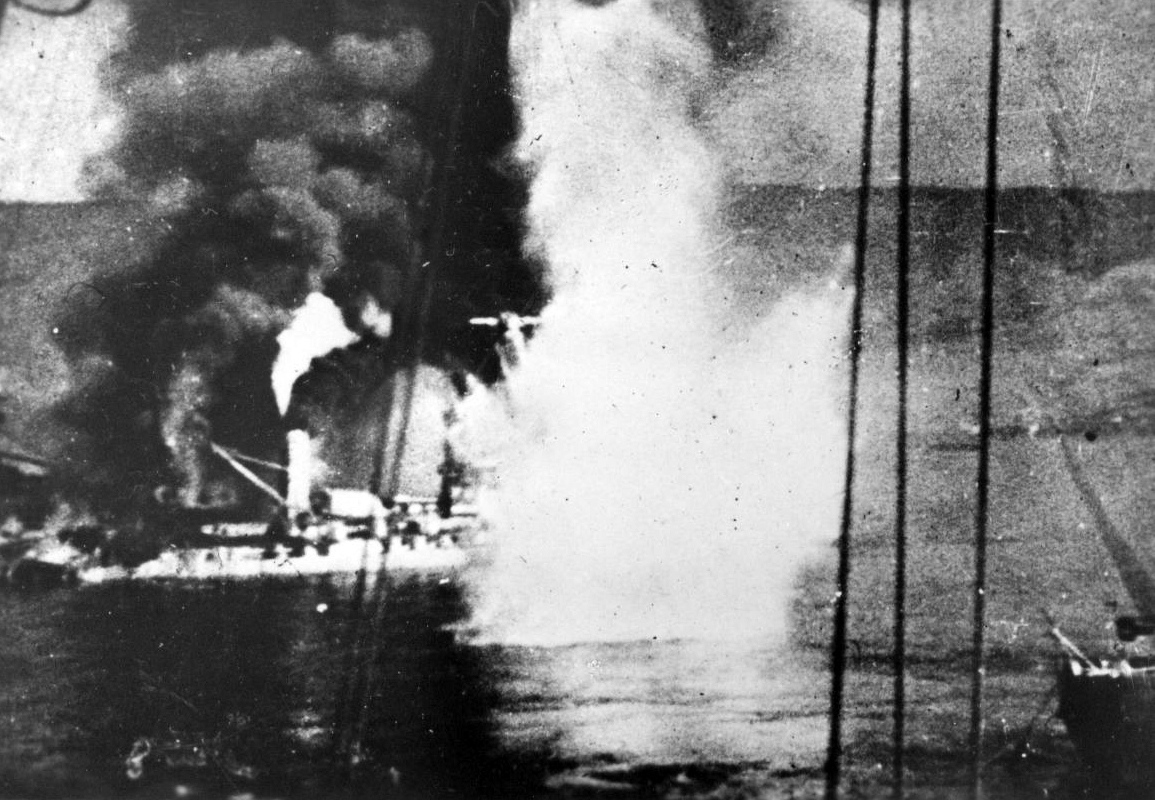
Палаючий лінкор «Бретань»

Третій снаряд влучив поблизу центральної башти головного калібру «Бретані» й викликав вибух боєзапасу 138-мм гармат. Лінкор нахилився на правий борт і набрав багато води. Четвертий снаряд влучив в основу носової триногої щогли. Корабель повністю втратив боєздатність, після чого було віддано наказ залишити його. Командир корабля спробував викинути «Бретань» на берег, але о 17:07 лінкор охопило вогнем із носа до корми й він почав хилитися, на ньому пролунав вибух. Хмара вогню й диму піднялася над кораблем на висоту близько 200 метрів . О 17:09 «Бретань» перекинувся й затонув. Шлюпки з «Командан Тест» підняли з води 145 осіб.
Французи обрали своєю ціллю флагман «Гуд». Із 17:00 по ньому стріляли «Дюнкерк» (червоний колір розривів), що вистрелив 40 снарядів, «Прованс» (зелений колір розривів), що вистрелив 22 снаряди, і 194-мм батарея форту Сантон, яка вистрелила близько 30 снарядів. Спостерігачі помітили сплески навколо «Гуда», проте прямих влучань у нього не було. Осколки снарядів, які розірвались у воді, потрапили в основу труби, перебили радіоантену й поранили двох осіб. За свідченнями, два снаряди вдарились об воду за кабельтов від корабля, зрикошетили й пролетіли над містком.
О 17:04 британські кораблі тимчасово припинили вогонь і почали поворот для зміни курсу, поставивши димову завісу. Гавань Мерс-ель-Кебіру на той час затягло димом, який закрив усі кораблі. Тому, коли після завершення повороту о 17:08 вогонь відновили, його вели вже з меншою інтенсивністю. «Гуд» дав три залпи по береговій батареї, третій з яких накрив її. Англійці вважали, що знищили батарею, але насправді втрат у гарматах на батареї не було. О 17:12 британські кораблі припинили вогонь. Всього, за вирахуванням часу на поворот, стрільба тривала 13 хвилин. За цей час британські кораблі зробили 36 залпів. Кількість випущених снарядів невідома, але британці влучили щонайменше 11 разів. «Гуд» вистрелив 56 снарядів, 4 рази влучив у «Дюнкерк», і, можливо, також у «Бретань» та «Прованс».
На цей час «Бретань» затонув, «Прованс» викинувся на берег, пошкоджений «Дюнкерк» став на якір. «Могадор», який втратив корму, також стояв на якорі й гасив пожежу. О 17:15 Жансуль передав по радіо Сомервілю: «Прошу припинити вогонь». У відповідь Сомервіль відповів, що відкриє вогонь знову, поки не побачить французькі кораблі потопленими.

### Втеча «Страсбурга»

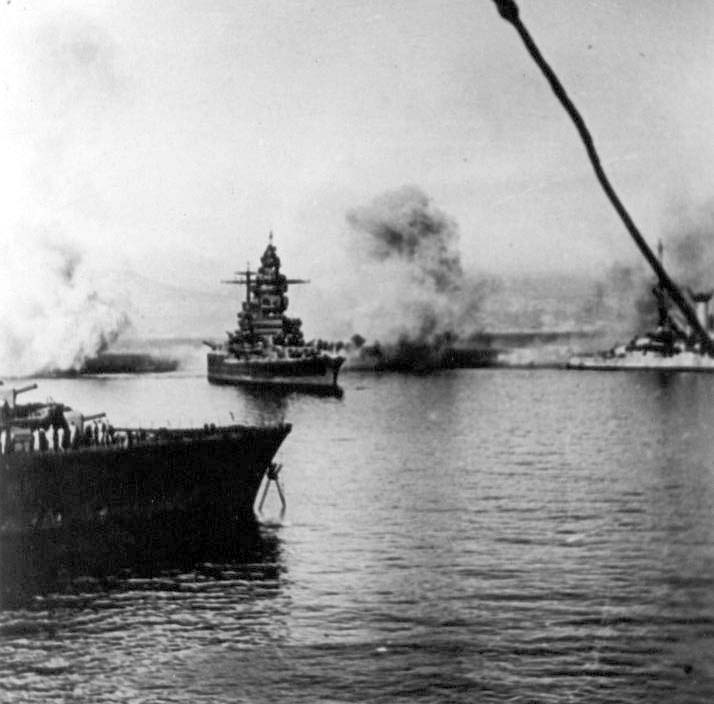
«Страсбург» під вогнем британських лінкорів виходить з гавані Мерс-ель-Кебіру

«Страсбург» почав рух практично відразу ж після першого залпу британських кораблів — о 16:55 він обрубав кормовий швартов та витравив якірний ланцюг лівого борту. Другий британський залп, що влучив у мол, обсипав надбудови й палубу лінкора градом каміння. Стерно було покладено на лівий борт, турбіни працювали «вроздрай»: гвинти лівого борту оберталися в режимі заднього ходу, правого — в режимі переднього. Після розвороту близько 17:00 «Страсбург» пішов уперед на правих турбінах. У цей час на місце його стоянки лягли снаряди третього британського залпу.
О 17:10 «Страсбург» минув пошкоджений «Могадор» і, щоб не потрапити на британські магнітні міни, на швидкості близько 15 вузлів пройшов поряд з південним краєм виходу з бонового загородження. Напередодні «Страсбург» було обладнано розмагнічувальним пристроєм і капітан Коліна сподівався, що лінкор безпечно пройде міни. Однак, як пізніше показало обстеження, пристрій було змонтовано неправильно й він не працював як слід. Тому «Страсбург» тільки дивом не підірвався на британських мінах. Однак міни справили більше враження на Сомервіля, який не повірив першому повідомленню зі «Сордфішів» про те, що один з лінкорів типу «Дюнкерк» залишає гавань. Лінкор пройшов вихід із бонового загородження й пішов у відкрите море за лідерами «Вольта», «Террібль», «Лінкс» і «Тигр». «Керсен» ішов лише на одному гвинті й вийшов із гавані пізніше. Було віддано наказ іти повним ходом, і «Страсбург» збільшив швидкість до 28 вузлів. Із його труби валив густий чорний дим, видимий з відстані до 20 миль. Причиною диму був уламок молу, який застряг у вентиляційній решітці в димовій трубі. Попри демаскуючий дим французький лінкор був прихований від британських лінкорів густим димом палаючих французьких кораблів і виставленою британськими есмінцями димовою завісою. З цієї завіси раптово вискочив британський есмінець «Реслер», який сторожував вихід із гавані. Проте незабаром його відігнав вогонь лідерів «Вольта» й «Террібль». По британському есмінцю відкрив вогонь і «Страсбург». Якийсь час французький лінкор був у відносній безпеці, прикритий 240-мм батареєю з мису Канастель. Тримаючись поблизу узбережжя, «Страсбург» пройшов мінне поле біля мису Канастель.

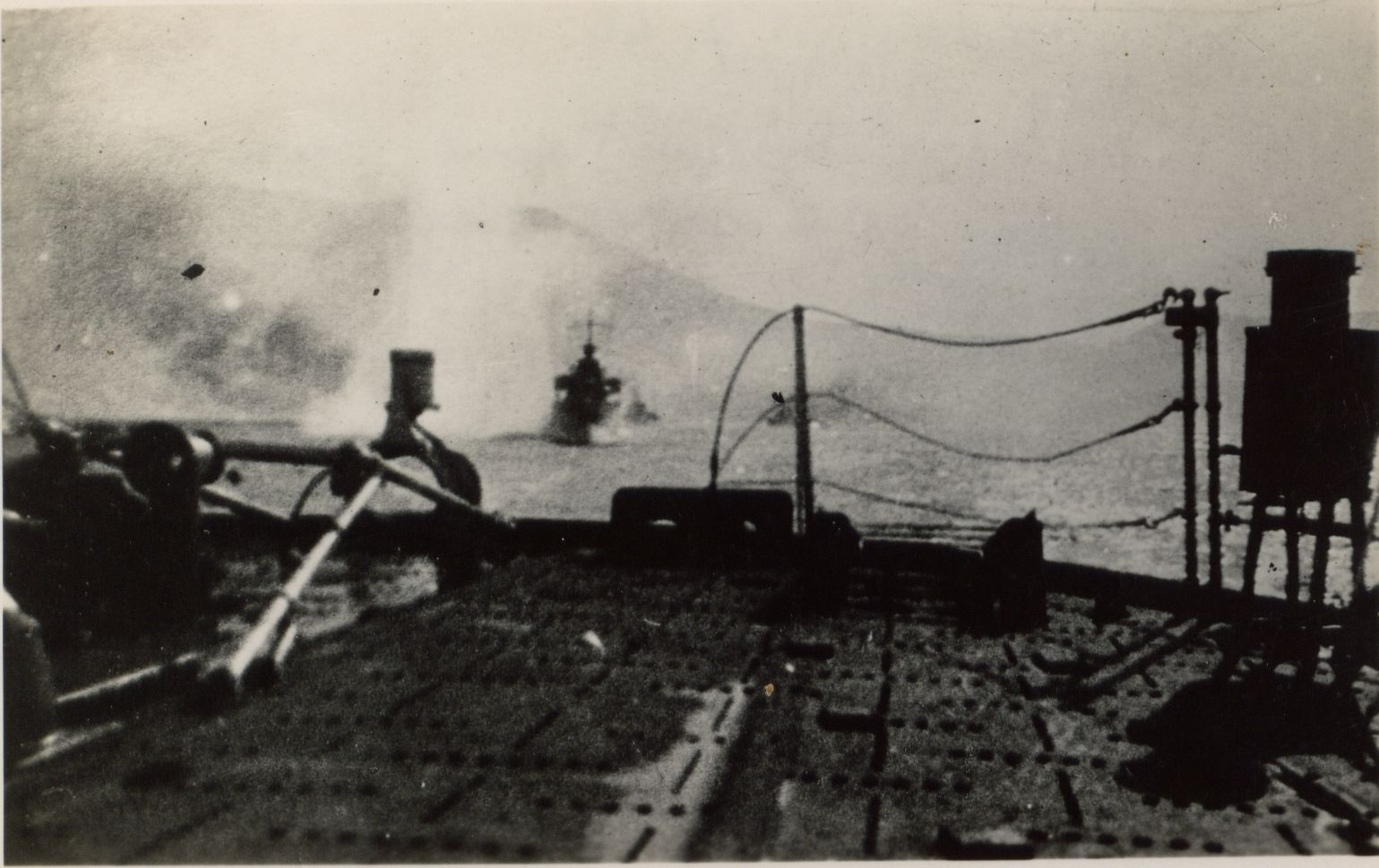
Французькі лідери виходять з гавані Мерс-ель-Кебіру під вогнем британських кораблів

О 17:40 британський підводний човен «Протеус» спробував вийти в атаку на «Страсбург», але був відігнаний глибинними бомбами з лідерів «Тигр» та «Лінкс». Коліна наказав «Вольті» та «Терриблю» зайняти місце по лівому борту від «Страсбурга», а «Лінксу» та «Тигру» вийти вперед. Ще о 17:25 з «Арк Рояла» злетіли шість «Сордфішів» 818-ї ескадрильї. Кожен ніс по чотири 113-кг та по вісім 9-кг бомб. Їх завданням було бомбардування малих кораблів у гавані Мерс-ель-Кебіру. Прикриття торпедоносців здійснювалося трійкою «Скьюа» 803-ї ескадрильї. 113-кг бомба була занадто малою, щоб пробити товсту палубу французького лінкора. Однак, коли надійшла інформація про прорив «Страсбурга», ці літаки було перенацілено на нього. О 17:40 літаки вийшли в атаку, скинувши бомби з пікірування під кутом в 50°. Хоча пілоти повідомили про одне-два влучання, за французькими даними, їх атака була безуспішною. Сильним вогнем 130-мм гармат «Страсбурга» та лідерів два «Сордфіші» було пошкоджено, вони не дотягли до авіаносця й упали у воду. Їх екіпажі було врятовано есмінцем «Реслер». Близько 18:00 до французького з'єднання приєдналися есмінці «Борделі», «Тромб» та «Пурсюівант» з Орана, прикривши «Страсбург» з корми. На той час у межах досяжності гармат «Страсбурга» виявився «Арк Роял», але Коліна, щоб не спокушати долю, вирішив іти далі.
Вихід «Страсбурга» з гавані став для Сомервіля неприємною несподіванкою. Обраний британськими лінкорами курс добре підходив для стрільби, але вів у протилежний бік від лінкора. Вибрана швидкість (18 вузлів) була недостатньою для того, щоб швидко наздогнати «Страсбург». Французького лінкора могли наздогнати лише «Гуд» або літаки з «Арк Рояла». Сомервіль наказав розвернути «Гуд», а легким крейсерам й есмінцям залишити «Резолюшн» та «Веліант» і зайняти місце попереду «Гуда». Після цього «Гуд» розвинув максимальний хід. Йому довелося відкрити зенітний вогонь зі 102-мм гармат по французьких літаках, які атакували його. Потім ухилятися від торпедної атаки лідерів «Террібль» та «Вольта», зробленої ними з дистанції 70 кабельтових. Британські крейсери та есмінці вступили з французькими есмінцями в перестрілку, до якої підключився й «Гуд», давши два залпи по ледь видимих у сутінках цілях. У цей момент його вогонь підтримав «Веліант». Незважаючи на свої 23 вузли, він не дуже відстав від формально 28-вузлового «Гуда». О 19:00 відстань між ними та «Страсбургом» становила вже 25 миль.

Схема руху кораблів під час нападу на Мерс-ель-Кебір 3 липня 1940 року

Атаки літаків з «Арк Роялу» також були безуспішними. О 18:50 було піднято шістку «Сордфішів» 818-ї ескадрильї, озброєних торпедами Марк XII. Торпеди були оснащені неконтактними магнітними детонаторами «Дюплекс» і виставлені на глибину ходу 6 метрів — спеціально для атаки «Страсбурга». Вважається, що це була перша торпедна атака великого бойового корабля на ходу в морі. Торпедоносці знайшли французьке з'єднання вже в сутінках (захід сонця о 19:35). Видимість була близько двох миль, і літаки, обігнувши французьке з'єднання з носа, зайшли в атаку з боку берега. При цьому французькі кораблі були добре видимі на світлій стороні горизонту, а виявити британські літаки на тлі темного берега було дуже важко. Під час цього маневру вони були обстріляні з далекобійних зенітних гармат. «Сордфіші» атакували о 19:55. Торпедоносці йшли на висоті 6 метрів з інтервалом близько 300 м. Опору вони майже не зустріли — були обстріляні лише дві останні машини. Пілоти повідомили про одне-два влучання. Фактично ж «Сордфіші» не спромоглися влучити жодного разу, лише одна з торпед вибухнула за 25 метрів від борту «Страсбурга», але не завдала йому ушкоджень.
Після нетривалих перегонів стало зрозуміло, що відстань між англійськими та французьким лінкорами практично не зменшується. Вночі виявити французькі кораблі було б важко. До того ж у морі перебувала велика кількість французьких крейсерів і есмінців, і Сомервіль вирішив не наражати на небезпеку «Гуд» та старі лінкори, що залишилися без прикриття. Близько 20:25 він наказав припинити переслідування й повертатися до Гібралтару.

### Завершення бою
Дії французької авіації виявилися такими ж малоуспішними. О 17:30 п'ять французьких винищувачів «Кертіс Хок» H-75A атакували «Сордфіші», які коригували вогонь британських лінкорів. Трійка «Скьюа», що супроводжували «Сордфіші», які пішли в атаку на «Страсбург», зав'язала з «хоками» бій. «Скьюа» з бортовим номером L 2915 було збито, обидва члени екіпажу загинули. Пізніше французькі винищувачі, озброєні 75-кг бомбами, спробували вийти в атаку на британські кораблі. Атаці заважали відсутність бомбових прицілів, зенітний вогонь із кораблів і сутички зі «Скьюа». До атаки винищувачів підключився й літаючий човен Breguet Br.521 з Бізерти. Проте все, на що вони спромоглися, це кілька розривів бомб поблизу есмінця «Реслер».
З'єднання «H» повернуло на Гібралтар, куди й прибуло 4 липня. Після отримання сигналу від розвідувального літака про те, що британські кораблі повернули, швидкість «Страсбурга» було зменшено до 20 вузлів, а в котельних відділеннях було піднято броньові перегородки. У котельному відділенні № 2 котли перебували під робочим тиском 27 атмосфер, але всі тридцять чоловік персоналу лежали непритомні через спеку та токсичні гази, які накопичилися там внаслідок пошкодження вентиляції. П'ятеро з цих людей незабаром померли. Пошкоджений вентиляційний короб швидко полагодили, і через годину лінкор вже знову міг дати повний хід. «Страсбург» у супроводі лідерів о 21:00 4 липня прийшов у Тулон і став на якір. Команди важких крейсерів, що вишикувалися на палубах, зустріли лінкор під звуки «Марсельєзи».
Тим часом о 18:00 в Мерс-ель-Кебір буксири «Естрелья» і «Котантен» разом зі сторожовиками «Тер Ньов» та «Сетус» притягли до берега «Дюнкерк». Приблизно 30 метрів його носової частини витягли на 8-метрову мілину. Лінкор набрав через пробоїни приблизно 700 т води, і ще близько 150 тонн баласту було набрано в цистерни лівого борту для вирівнювання крену. Аварійні партії взялися за ремонт ушкоджень. О 19:00 надійшов наказ Жансуля евакуювати екіпаж — на борту залишилися лише близько 360 осіб, залучених до ремонтних робіт. О 19:30 Жансуль сповістив Сомервіля про евакуацію, але у відповідь отримав лише наказ Ле Люка припинити переговори з ворогом. Поранені були розміщені в госпіталі в Сан-Андре. 800 чоловік з «Дюнкерка» зійшли на берег і були відправлені з Орана в Тулон на лайнерах «Шампольйон» і «Маріет Паша».

### Події 6 липня
Вночі 4 липня «Арк Роял» приготував літаки для атаки «Дюнкерка», який приткнувся до берега біля форту Мерс-ель-Кебір. До вильоту було підготовлено 12 «Свордфішів» із шістьма 114-кг бомбами на кожному та 9 «Скьюа», які несли по одній 227-кг бомбі. До 5-ї години ранку британське з'єднання перебувало в тумані, що затримало виліт літаків. Атаку вдень визнали надто ризикованою, тому її скасували. З'єднання «H» попрямувало в Гібралтар, куди й прибуло увечері 4 липня.
Французьке командування визнало небезпечними гавані Мерс-ель-Кебіра й Орана, й основну частину французьких кораблів відправили на інші бази. 4 липня гідроавіаносець «Командан Тест» пішов з Мерс-ель-Кебіру в Бізерту. У Тулон було переведено легкі крейсери та лідери з Алжира. З Орана до Алжира було переведено сім міноносців: «Борделі», «Тромб», «Трамонтан», «Торнадо», «Тифон», «Брестуа» й «Булоне». У Бізерту слідом за «Командан Тестом» було відіслано колоніальні сторожові кораблі «Шамуа», «Батайоз», «Емпетюоз» та «Ріго де Жануйі». Британські підводні човни вночі 3 липня отримали наказ топити виявлені французькі кораблі. «Командан Тест» було виявлено підводним човном «Протеус», проте він не зміг вийти в атаку. Сторожовику «Ріго де Жануйі» пощастило менше — на переході в Бізерту його торпедував підводний човен «Пандора», який перебував поблизу Алжира, після чого «Ріго де Жануйі» затонув.
4 липня пожежі на «Дюнкерку» загасили, почали роботи з відновлення електропостачання, закладення пробоїн та відкачування води. Незважаючи на великі людські втрати, пошкодження обладнання виявилися не надто великими. Тому Жансуль вважав, що протягом декількох днів можна полагодити котел і парові колектори, після чого перейти в Тулон для капітального ремонту. Він сповістив про це командування у Франції та адмірала Естеве в Бізерті. Останній примудрився видати комюніке для алжирської преси, в якому повідомлялося, що пошкодження «Дюнкерка» невеликі й через кілька днів він своїм ходом прийде до Тулону.
Британська авіарозвідка не змогла до того часу з'ясувати ступінь пошкоджень «Дюнкерка». Після отримання інформації з комюніке Естеве адмірал Сомервіль отримав наказ Черчиля та Адміралтейства вийти в море й «завершити роботу». 5 липня о 19:00 з'єднання «Н» вийшло з Гібралтару у складі «Гуда», «Веліанта», «Арк Рояла», «Аретьюзи», «Ентерпрайзу» і 10-ти есмінців. Найповільніший з лінкорів — «Резолюшн» — було залишено на базі. «Дюнкерк» стояв поблизу селища Сан-Андре, тому Сомервіль вирішив, що артилерійський обстріл французького лінкора може спричинити жертви серед мирного населення. За погодженням з Адміралтейством було вирішено атакувати «Дюнкерк» торпедоносцями з «Арк Рояла».
Британські літаки йшли в атаку трьома хвилями. О 4:20, коли «Арк Роял» перебував приблизно за 100 миль від Орана, у точці з координатами 36°19′ пн. ш. 02°23′ зх. д. / 36.317° пн. ш. 2.383° зх. д., з його палуби злетіла шістка «Свордфішів» 820-й ескадрильї. Літаки несли торпеди Mark XII із неконтактними детонаторами «Дюплекс». Торпеди були виставлені на швидкість ходу 27 вузлів і глибину 3,6 метра. О 4:45 злетіла трійка «Свордфішів» 810-ї ескадрильї, яку прикривали шість «Скьюа» з 800-ї ескадрильї. О 5:20 у повітря піднялися 3 «Свордфіші» 810-ї ескадрильї й 6 «Скьюа» з 803-ї ескадрильї.
Французький корабель перебував у жалюгідному стані. Усі 130-мм гармати «Дюнкерка» вийшли з ладу, а електроживлення їх директорів не було відновлено. Обслуга зенітних автоматів і кулеметів була евакуйована. Команда мала наказ Жансуля й командувача «Дюнкерка» Сегуіна залишити корабель у разі повітряної атаки. Повітряна розвідка не велася. Винищувального прикриття не було. Навколо «Дюнкерка» не було встановлено протиторпедні сітки. Біля правого борту лінкора стояв сторожовик «Тер Ньов», на який здійснювалася евакуація тіл загиблих. На борту сторожовика були глибинні бомби, більша частина — зі знятими запобіжниками, небезпекою від яких знехтували.
Перша хвиля торпедоносців кружляла за 15 миль від берега на висоті 2100 метрів задля того, щоб атакувати зі сходом сонця, який очікувався о 4:53. О 5:28, коли перші сонячні промені з-за гір висвітили гавань Мерс-ель-Кебіру, торпедоносці вийшли в атаку. Раптовість вдалася — під час атаки більша частина екіпажу «Дюнкерка» дрімала на палубах. Однак, попри відсутність опору, вразити нерухому мішень на малій глибині виявилося непростим завданням. Жодна з торпед, скинутих літаками першої хвилі, не влучила в «Дюнкерк». Одна з торпед вразила «Тер Ньов», але не вибухнула. Сторожовик почав тонути. О 5:47 в атаку вийшла друга хвиля торпедоносців. Її зустрів зенітний вогонь і вона також не спромоглася влучити в лінкор. Проте одна з торпед вразила «Тер Ньов», розірвавши його навпіл. Сторожовик швидко затонув. Літаки третьої хвилі пролетіли повз мис Фалькон о 5:50. Їх зустріли французькі винищувачі, яких одразу зв'язали боєм «Скьюа» ескорту. У сутичці один зі «Скьюа» 803-ї ескадрильї було пошкоджено й згодом він сів на воду, не дотягнувши до авіаносця. Його екіпаж було врятовано есмінцем «Відет». Торпедоносці третьої хвилі також не спромоглися влучити безпосередньо в «Дюнкерк». Одна з торпед потопила буксир «Естрелья», який маневрував за 70 метрів від лінкора. Ще одна торпеда, імовірно, пройшла під кілем лінкора й влучила в уламки сторожовика «Тер Ньов». Вибух торпеди викликав детонацію не менше 14 глибинних бомб (із 44, які були на сторожовику). Вибух 1400 кг вибухівки глибинних бомб був жахливим. Стовп каламутної води піднявся на висоту близько 100 метрів.
Епіцентр вибуху лежав на початку відсіку G, поблизу перегородки між відсіками G та F — в районі переднього краю барбету башти № 2 головного калібру. За наказом Сегуіна під час першої атаки торпедоносців було затоплено погреби 330-мм гармат, таким чином можливість їх детонації було виключено. Однак внаслідок підводного вибуху в борту утворилася пробоїна 18×12 метрів. Протиторпедна 40-50-мм перегородка вигнулася на 40 метровій довжині, і в багатьох місцях відкрилася теча. Було затоплено машинні відділення, пост керування вогнем і командний пункт боротьби за живучість корабля. Плити головного поясу прогнулися всередину, випнули броньову палубу. Від вибуху також зійшли зі своїх напрямних директори керування вогнем. У корпус набралося близько 20 000 т води, і лінкор осів на ґрунт. Крен 5° потім вирівняли контрзатопленням.
Наслідки вибуху глибинних бомб «Тер Ньова» виявилися серйознішими від тих, на які могли розраховувати англійці. Вибух 1400 кг вибухівки був еквівалентний влучанню 8 британських торпед. «Дюнкерк» вийшов з ладу щонайменше на кілька місяців. В умовах обмежених виробничих потужностей Орана його тимчасовий ремонт було завершено лише в липні 1941 року, а до Тулона він перейшов аж у лютому 1942 року.

## Підсумки
Сукупні британські втрати виявилися мінімальними й становили 6 літаків. 3 липня, окрім 2 «Свордфішів», втрачених при атаці «Страбсурга», і 1 «Скьюа» збитого французькими винищувачами, було втрачено ще 2 літаки. Один зі «Свордфішів» 810-ї ескадрильї, який спочатку коригував вогонь «Гуда», а потім вів спостереження за «Страсбургом», здійснив посадку на воду через брак палива. Його екіпаж підібрав есмінець «Реслер». Ще один «Скьюа» приводнився неподалік від «Арк Рояла». 6 липня один зі «Скьюа», пошкоджених у бою з французькими винищувачами, не дотягнув до авіаносця та сів на воду. Його екіпаж врятував британський есмінець. Загальні людські втрати — 2 члени екіпажу «Скьюа», збитого 3 липня.
Офіційні втрати французів в операціях 3 й 6 липня склали 1297 чоловік. Розподіл цих втрат за кораблями різниться залежно від джерела. Найбільших втрат зазнали екіпажі «Дюнкерка» й «Бретані». За даними Джордана й Дюма, в операціях 3 й 6 липня загинуло 210 членів екіпажу «Дюнкерка» — 9 офіцерів, 32 старшини і 169 матросів. За даними Олександрова, разом з «Бретанню» на дно пішли її командир — капітан 1-го рангу Ле Піван, 37 офіцерів, 155 старшин та 784 матросів. 1942 року на дамбі навпроти місця загибелі «Бретані» адміралом Дарланом була встановлена меморіальна дошка. Корпус корабля було піднято й 1952 року розібрано на метал.
Адмірал Жансуль та командир «Дюнкерка» Сегуін припустились низки грубих помилок. Їх міжусобиця завадила 3 липня своєчасно відчалити, а відсутність протиторпедних сіток, нездатність організувати ППО лінкора та наявність поблизу корабля сторожовиків зі зведеним глибинними бомбами призвели до виходу «Дюнкерка» з ладу на тривалий термін. У британському флоті це б поставило хрест на їх подальшій кар'єрі. Однак ситуація у французькому флоті в липні 1940 була така, що завдяки лояльності цих офіцерів до командування помилки мало позначилися на їхній долі. Після прибуття Жансуля до Тулона його відчитав Дарлан. Атлантична ескадра флоту була реорганізована й перестала існувати. Жансуль позбувся своєї посади, але отримав п'яту зірку й став повним адміралом. Сегуіна призначили командиром «Страсбурга» і він залишався ним до листопада 1941 року.

## Пам'ять
Кілька сотень загиблих моряків були поховані на військовій частині цвинтаря над гаванню Мерс-ель-Кебіру. 1954 року, коли було піднято рештки моряків з «Бретані», їх поховали на кладовищі в склепі. На стінах склепу були викарбувані імена всіх загиблих, а нагорі було встановлено флагшток з прапором Бретані — провінції, на честь якої було названо лінкор. Після здобуття Алжиром незалежності члени сімей загиблих висловлювали стурбованість збереженням могил та пам'ятників. 1983 року була створена «Асоціація колишніх моряків і сімей жертв Мерс-ель-Кебіра». Своєю метою вона поставила охорону пам'яток і повернення решток моряків на батьківщину. До початку 1990-х кладовище перебувало під опікою алжирської армії, а родичі загиблих могли його безперешкодно відвідувати. У річницю битви на кладовищі влаштовувалися урочисті церемонії. Проте потім, через заворушення в Алжирі, доступ до кладовища було обмежено. Його припинили охороняти. У травні 2005 у французьких ЗМІ з'явилася інформація, що кладовище зазнало нападу вандалів.
Організована французьким товариством ветеранів комісія відвідала Мерс-ель-Кебір і виявила, що частина могильних хрестів була розбита, склеп розкритий, а мідні таблички з іменами загиблих украдено. На сьогодні «Асоціація колишніх моряків і сімей жертв Мерс-ель-Кебіра» продовжує переговори з урядами Франції та Алжиру про ексгумацію та перепоховання решток на французькій території.

## Наслідки
Попри те, що 1 лінкор було потоплено, а 2 — пошкоджено, 3 липня британський флот виконав завдання лише частково. Основною метою операції була нейтралізація новітніх лінкорів. «Страсбург» неушкодженим прорвався в Тулон, а пошкодження «Дюнкерка» могли бути усунуті за кілька днів. Тільки повторна атака 6 липня надовго вивела «Дюнкерк» з ладу. Дипломатичні відносини офіційно були негайно розірвано. Як і обіцяв Жансуль, французький флот, який до цього був проанглійським, став вважати британський флот своїм супротивником.
О 20:00 3 липня адмірал Дарлан наказав флоту атакувати будь-які зустрічні британські кораблі, де б ті не перебували, — рішення, яке, без сумнівів, було на користь Німеччині. Французькі кораблі зі слабо захищених портів Північної Африки — Мерс-ель-Кебіра, Орана та Алжира — переводилися в порт Тулона, розташованого поблизу німецької окупаційної зони. Розрив між Францією та Британією призвів до перегляду умов перемир'я. Вже 4 липня положення, які стосувались умов роззброєння флоту, були скасовані. Генерал де Голль, командувач збройними силами Вільної Франції, що продовжували битву з Німеччиною, у своїх мемуарах писав, що агресія в Мерс-ель-Кебірі сильно вдарила по його планах. Приплив добровольців, які бажали продовжити боротьбу, різко скоротився.
Однак французький уряд розсудив, що на додаток до окупації Німеччиною проблеми з Британією не потрібні. 5 липня Дарлан видав новий наказ, згідно з яким слід було атакувати лише ті британські судна, що наблизилися до французького узбережжя на 20 миль. У французькому суспільстві події в Мерс-ель-Кебірі було сприйнято неоднозначно. Африканські порти перебували надто далеко від європейської території Франції. Більшість французів більше турбувала окупація Німеччиною частини території Франції, і саме Німеччина розглядалася населенням й армією як головний противник. Багато хто просто не міг повірити, що англійці відкрили вогонь першими. Все це призвело до певної ізоляції флоту від армії та населення.
Британський флот нелегко сприйняв накази свого уряду. Відомо про негативне ставлення до них адмірала Е.Каннінгема, який мирно врегулював питання роззброєння французької ескадри в Александрії. На спеціально присвяченому засіданні Палати лордів 1954 року було озвучено й погляди адміралів Норта та Сомервіля. Проте в липні 1940 року всі їх протести було відхилено, а наказ Військового кабінету про атаку був визнаний таким, що не підлягає скасуванню.
Британський флот стріляв по кораблях своїх союзників і раніше. 1807 року англійці, які перебували в союзі з Данією, зажадали, щоб данський флот перейшов для інтернування в англійські порти. Після отримання відмови данська ескадра була розстріляна британським флотом на рейді Копенгагена. З погляду британського уряду, превентивні заходи з нейтралізації французького флоту були виправданими. Велика Британія убезпечила себе, зберігши вигідне їй співвідношення сил на Середземному морі й навколо Британських островів. За спогадами Черчиля, Велика Британія тим самим показала всьому світу, в першу чергу США, готовність продовжити боротьбу. Рішучість уряду стала й додатковим стимулом для народу в битві за Британію. Тому й було віддано цей наказ, який Черчиль назвав «жахливим, але необхідним». Британські адмірали вважали, що, якби був додатковий час, в Мерс-ель-Кебірі можливо було знайти мирне рішення, як в Александрії. Однак тиск британського уряду та відповідні заходи французького флоту цього часу не дали, що й призвело до трагедії.
12 липня французький уряд заявив, що переходить тільки до оборонних дій і буде відповідати на агресію без допомоги колишніх ворогів, маючи на увазі Німеччину та Італію. Британський уряд також вважав інцидент вичерпаним і в свою чергу віддав наказ не вступати в бій з французькими кораблями, якщо тільки вони не йдуть у зону, окуповану німцями.
27 листопада 1942 при спробі захоплення німцями флоту в Тулоні французькі моряки затопили свої кораблі. Серед затоплених кораблів були й лінкори «Страсбург», «Дюнкерк» та «Прованс», які пережили трагедію Мерс-ель-Кебіру. Французький флот, що зберіг лояльність до свого уряду й не перейшов на бік американсько-британських військ, які захопили французьку Африку, виконав обіцянку, надану 18 червня 1940 Дарланом — французькі кораблі не дісталися країнам Осі.